# Лопатоніс плосконосий
Лопатоніс плосконосий, або лопатоніс звичайний (Scaphirhynchus platorynchus) — річкова риба родини осетрових. Вага до 2–3, рідко до 4,4 кг і довжина до 60–90 см, рідко до 130 см, є самим маленьким з прісноводних осетрових. Найпоширеніший в річках Міссісіпі та Міссурі. Характеризуються дуже довгим сплощеним хвостовим стеблом, одягненим, як панциром, кістковими пластинками; хвостова нитка на відміну від несправжніх лопатоносів відсутня або мала, плавальний міхур великий, очі маленькі. По характеру живлення — бентофаг. Лопатоніс звичайний в США має невелике промислове значення.